# Groszek bezlistny
Groszek bezlistny (Lathyrus aphaca L.) – gatunek rośliny z rodziny bobowatych. Występuje w zachodniej, środkowej i południowej Europie, w Azji, Afryce Północnej i Makaronezji. We florze Polski do niedawna klasyfikowany jako przejściowo zawlekany efemerofit, w XXI wieku uznany już za gatunek lokalnie zadomowiony (kenofit). 

## Morfologia

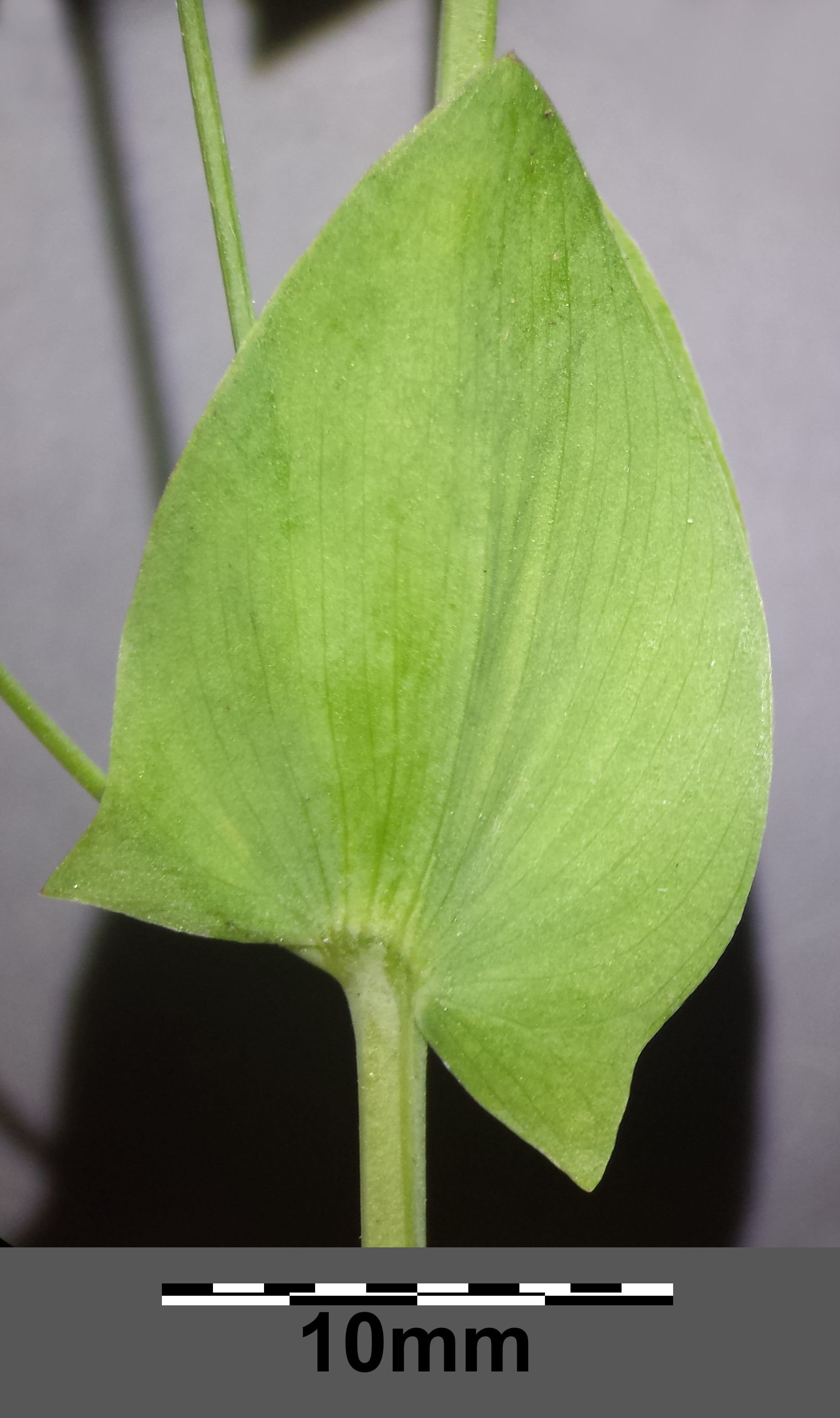
Przylistek

ŁodygaPodnosząca się lub pnąca o długości do 50 cm, sinozielona, naga.
LiścieZredukowane do samych wąsów o długości 3 – 6 cm, przylistki oszczepowate przy nasadzie, jajowate lub sercowate o długości do 4 cm.
KwiatyJasnożółte, pojedyncze, czasami podwójne o długości 1 – 1,5 cm.
OwoceNagi strąk o długości 2 – 3,5 cm.

## Biologia i ekologia
Roślina jednoroczna. Siedlisko: uprawy zbóż, miejsca ciepłe i suche na podłożu gliniastym. Kwitnie od maja do lipca.

## Synonimy
Gatunek ten posiada wiele synonimów nazwy łacińskiej:
Aphaca marmorata Alef., Lathyrus affinis Guss., L. aphaca var. affinis (Guss.) Arcang., L. aphaca var. biflorus Post, L. aphaca var. floribundus (Velen.) K. Malý, L. aphaca var. modestus P. H. Davis, L. aphaca var. pseudoaphaca (Boiss.) P. H. Davis, L. floribundus Velen., L. Boiss. & Blanche, L. Boiss.